# Цуда Сокічі
Сокічі Цуда (яп. 津田 左右吉, Tsuda Sōkichi (прізвище йде перед іменем); народився 3 жовтня 1873 року в префектурі Гіфу ; помер 4 грудня 1961) — японський історик, активний у першій половині 20 століття. Його роботи корінним чином змінили погляди на історіографію найдавніших часів Японської імперії.

## Життя та робота
Цуда Сокічі закінчив Токійський коледж (東京専門学校), установу-попередник Університету Васеда. Потім він досліджував історію та географію Кореї та Маньчжурії за дорученням Південно-Маньчжурської залізничної компанії. Як професор Університету Васеда, він став авторитетом у галузі давньої японської та китайської думки.
Цуда зробив свій найбільший внесок своєю публікацією 1919 року під назвою «Нові дослідження Кодзікі та Ніхон Сьокі» (古事記及び日本書記の新研究). У ньому він показав, що зміст цих стародавніх писань VIII століття не відображає об'єктивну істину, а скоріше являє собою пропаганду придворних писців для виправдання імперської влади. Через цей результат Цуду атакували з правого флангу, і ненадовго ув'язнили.
Інша його книга, «Дослідження думок нашого народу, як вони з'являються в літературі» (文学に現れたる我が国民思想の研究) — яку він написав з 1916 до 1921 р., розповідає про життя японців, як його відображено в літературі від часів імператриці Суйко (554—628) до кінця 19 століття. У 1940 році він знову зазнав нападок з боку правих, і чотири його книги були заборонені. У 1942 році його було притягнуто до відповідальності за образу величності.
Після Другої світової війни він продовжив свою дослідницьку роботу. Йому було запропоновано посаду ректора університету, але він відмовився.
Повне зібрання творів Цуди в 33 томах (津田左右吉全集, Tsuda Sōkichi zenshū) було видано з 1963 по 1965 рік.
Цуда був нагороджений Орденом Культури у 1949 році та Премією Асахі в 1960 році.